# 260-я стрелковая дивизия (1-го формирования)

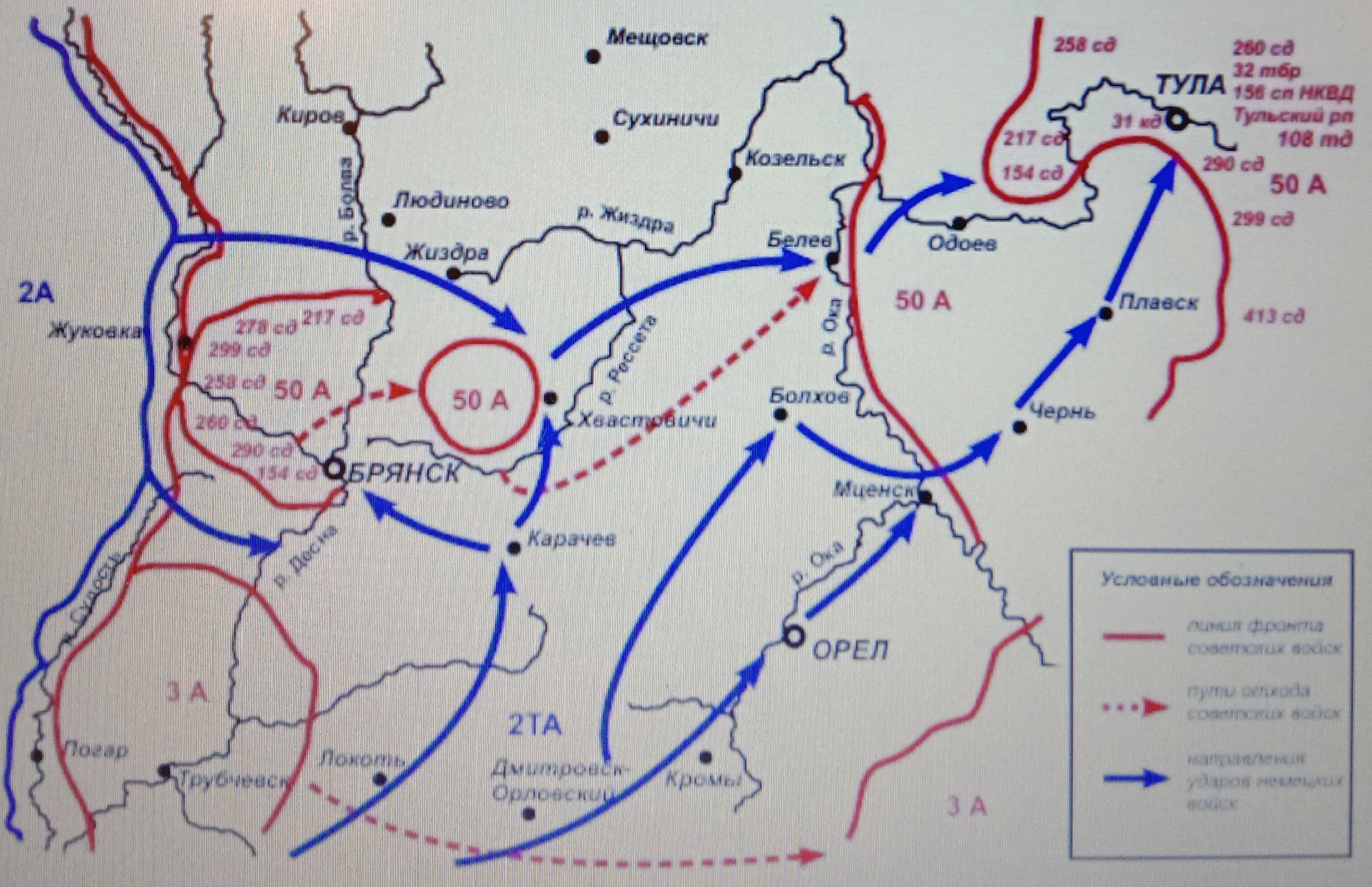
Карта (схема) 260 стрелковой дивизии в августе-ноябре

260-я стрелковая дивизия 1-го формирования — воинское соединение Вооружённых сил СССР, принимавшее участие в Великой Отечественной войне.

Боевой период — с 4 августа по 17 ноября 1941 года.

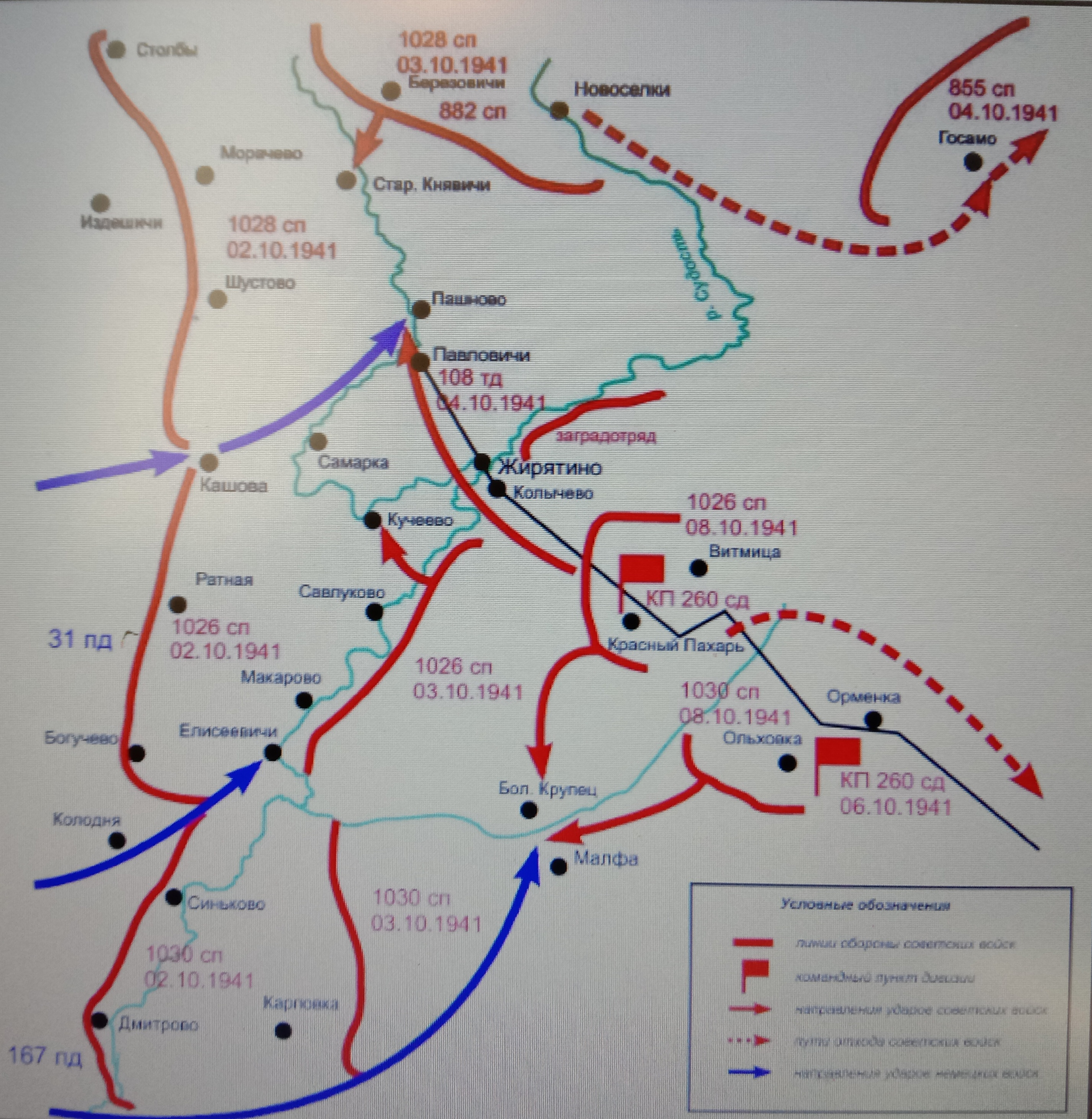
Карта боевого пути 260 стрелковой дивизии в районе Жирятино 2 — 6 октября 1941 года.

## История
Сформирована в Кимрах в соответствии с директивой Генерального штаба № 2/524686 от 8 июля 1941 года. Формировалась в июле — августе 1941 года. В состав дивизии вошли кимряки, калининцы с вагонзавода и призывники западных районов области. Окончательное пополнение пришло из Кузбасса и Красноярского края, а также группа выпускников военного училища Уральского военного округа.
Командовал дивизией полковник Хохлов Василий Данилович (02.07.1941 — 17.11.1941).
В дивизии насчитывалось 10 479 человек.
В начале октября 1941 года оказалась в окружении и была практически полностью уничтожена.
В конце ноября была расформирована без ведома наркома обороны. Об этом говорилось в директиве Генштаба № 151216 «Командующим войсками фронтов и отдельными армиями о запрещении расформирования и формирования частей и соединений» от 11.01.1942.

## Хронология
2 августа началась погрузка частей дивизии на станции Савёлово в эшелоны для отправки на фронт. После разгрузки в Брянске 260-я стрелковая дивизия заняла оборону вдоль реки Судость в составе 50 армии. Армия держала рубеж на линии Дубровка — Жуковка — Летошники, Жирятино, Почеп.
15 сентября дивизия обороняет рубеж на фронте Столбы, Кашово, Слобода Попсуева, имея перед фронтом обороняющиеся части 31-й пехотной дивизии противника.

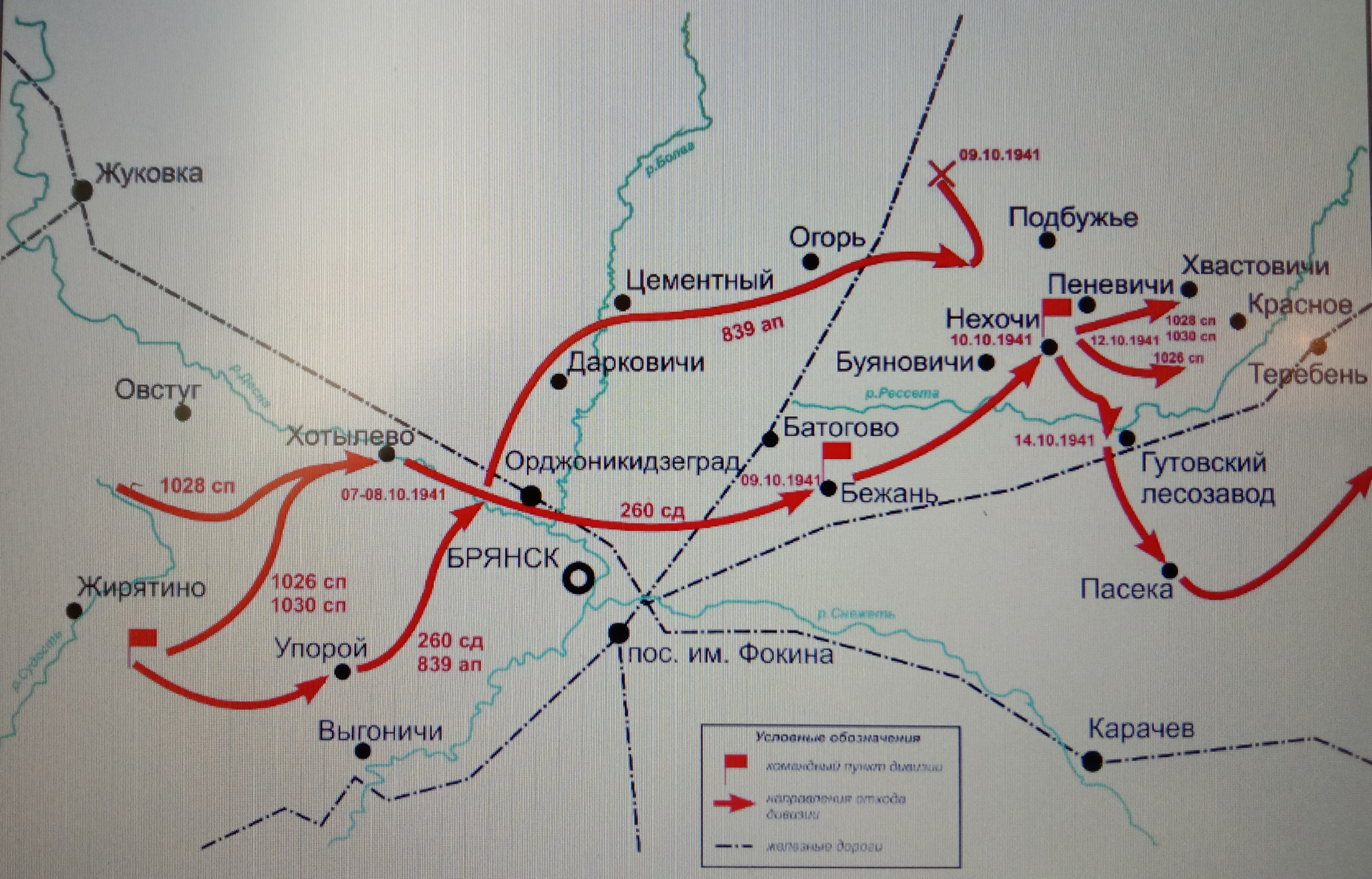
Схема (карта) отхода 260 стрелковой дивизии в период с 6 по 15 октября 1941 года.

26 сентября дивизия ведя силовую разведку, овладела Колодня и ведёт бой за Колодня, удерживая занимаемый рубеж Столбы, Дмитрово, Слобода Попсуева.
30 сентября дивизия разведчастями заняла Синьково.
2 октября дивизия вела упорный бой с противником силою до двух пехотных полков на рубеже Столбы — Кашова — Вост. Именка. Противник овладел районом Кашова.
3 октября дивизия с одним полком 290-й стрелковой дивизии вела упорный бой по ликвидации ворвавшихся до двух дивизий противника, занимая рубеж Столбы, Кр. Звезда, Селище, (иск.) Павловичи, Жирятино, Макарово, Александровский, Семёновский, лес 2 км вост. Карповка.
4 октября на участке 260-й стрелковой дивизии противник занял Столбы, Пашново, Самарка. К 16:00 260-я стрелковая дивизия занимала рубеж Будыново, Нижн. Березовичи, Замятино, Пашново, Жирятино, клх. Первого Мая, Успенский, Александровский, Семёновский, Кр. Звезда.
19 октября отдельные подразделения 154, 260, 290, 299 и 270 СД 50 армии продолжают выходить на Белев и сосредоточиваются в районе Ногая, Песоченка.
Согласно оперативной сводке № 233 Генерального штаба Красной армии на 8.00 17.10.41:
... 8. Войска Брянского фронта продолжали с упорными частями выходить в восточном направлении. Части 50-й армии продолжали выходить на рубеж, занятый частями группы Аргунова. 
К 16 октября вышли из окружения: 
217 сд — 300 чел., 299 сд — 400 чел., 279 сд — 1500 чел., 260 сд — 200 чел., 154 сд — 1200 чел.
Донесение заместителя начальника оперативного отдела штаба 50-й армии начальнику штаба Брянского фронта о состоянии и положении частей армии (23 октября 1941 г.):
... В подчинении штаба армии находятся: 260 сд во главе с к-ром дивизии полковником Хохловым. Состав: кнс – 84, мкс – 79, рядовых – 241, всего 404 чел., винтовок 280, артиллерии и пулемётов нет...

## Состав
- 1026-й стрелковый полк
- 1028-й стрелковый полк
- 1030-й стрелковый полк
- 839-й артиллерийский полк
- 367-й отдельный истребительно-противотанковый дивизион
- 560-й отдельный зенитный артиллерийский дивизион
- 314-й разведывательный батальон
- 582-й сапёрный батальон
- 735-й отдельный батальон связи
- 303-й медико-санитарный батальон
- 368-я отдельная рота химзащиты
- 758-й автотранспортный батальон
- 441-й полевой автохлебозавод
- 948-я полевая почтовая станция.